# Go West (cançó)
Go West és una cançó del grup musical estatunidenc Village People. Llançada originalment com a senzill el 1979, no va ser tan popular com altres temes del grup en aquella època, com Y.M.C.A., Macho Man o In the Navy, però va assolir un gran èxit el 1993 quan el duet dels Pet Shop Boys en va gravar la seva versió pròpia.
Als Països Catalans és recordada especialment per la paròdia del programa humorístic Crackòvia sobre la temporada 2010-2011 del FC Barcelona, escrit (tal com diu la cançó) quan la lliga "la tenim al sac" (es va guanyar), la copa "caurà ven aviat" (la va guanyar el Reial Madrid i va procedir a caure del bus) i la Champions l'"haurem de suar" (el Barça venia de guanyar 5-1 al Camp Nou, i va passar de fase)
Una de les raons per les quals es recorda aquesta cançó és perquè va ser una temporada triomfal del FC Barcelona.